# Лыжное двоеборье на зимних Олимпийских играх 1956
Соревнования по лыжному двоеборью на зимних Олимпийских играх 1956 в Кортина-д’Ампеццо прошли с 29 по 31 января. Был разыгран 1 комплект наград. В соревнованиях приняло участие 36 спортсменов из 12 стран.

## Медалисты
| Вид     | Золото                    | Серебро               | Бронза                           |
| ------- | ------------------------- | --------------------- | -------------------------------- |
| Мужчины | Сверре Стенерсен Норвегия | Бенгт Эрикссон Швеция | Францишек Гонсеница-Гронь Польша |